# Freitreppe

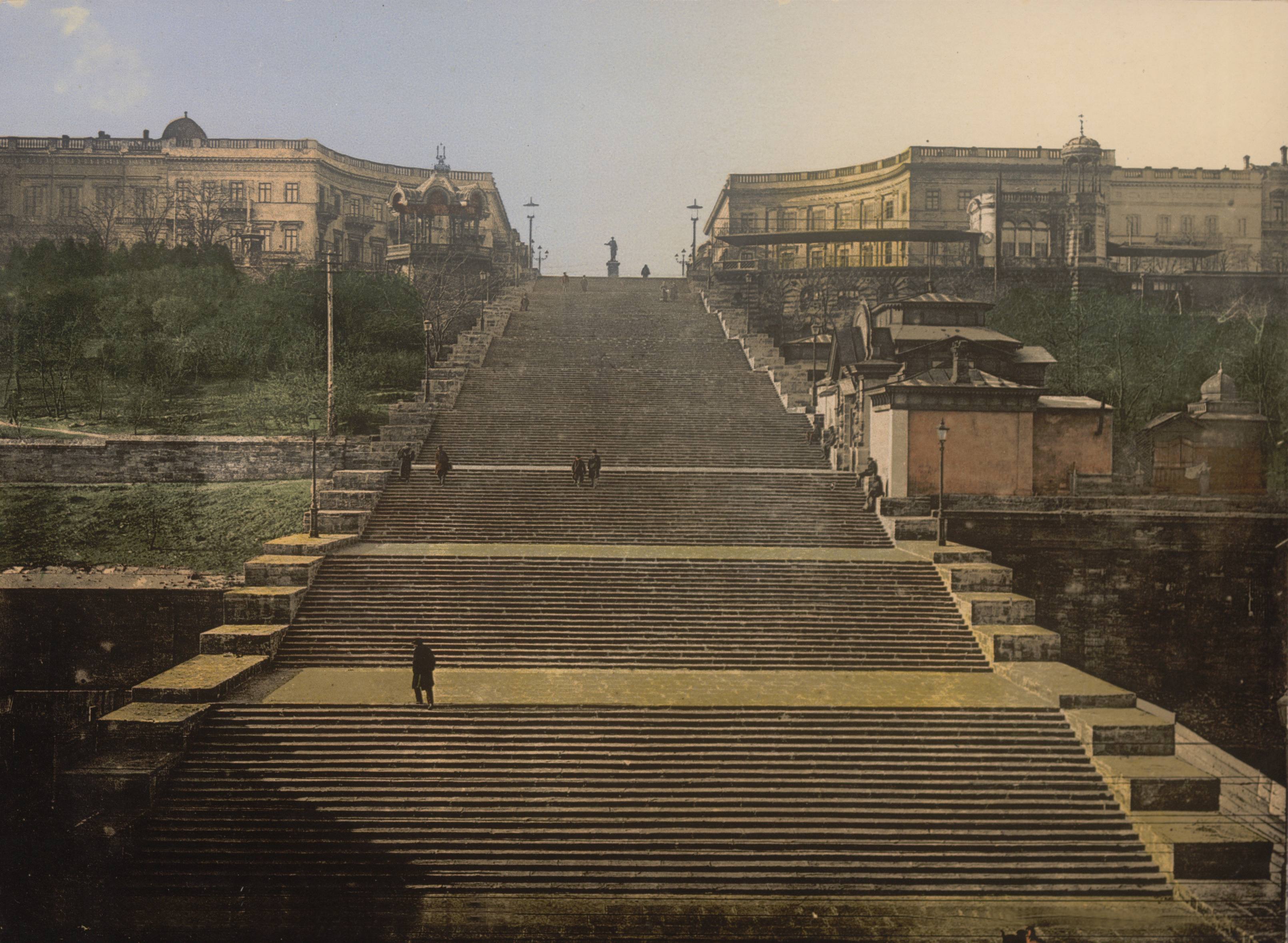
Die Potemkinsche Treppe in Odessa

Die Freitreppe ist eine meist repräsentative Außentreppe im Freiraum und ohne Dach. Im engeren Sinne werden nur solche Bauteile als Freitreppen bezeichnet, die zur Erschließung eines höher liegenden Gebäudeeingangs dienen und axial auf ihn zulaufen. Im weiteren, städtebaulichen Sinn und im Kontext der Landschaftsarchitektur werden damit aber auch axiale Treppen zu großen Plätzen und Terrassen bezeichnet. Früher wurde der Begriff als Synonym für Außentreppe verwendet.

## Kennzeichen

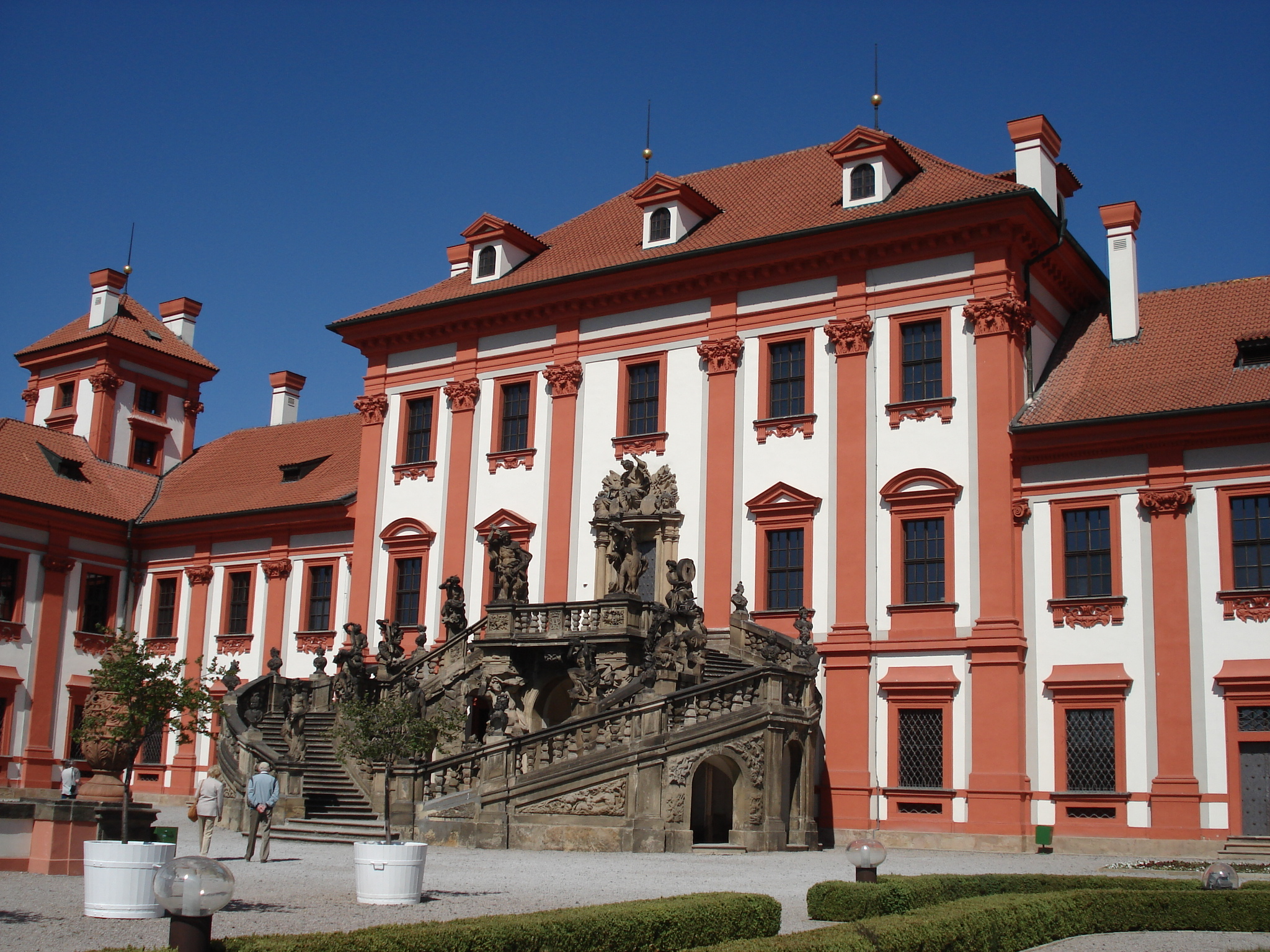
Freitreppe des Schlosses Troja in Prag

Entscheidende Kennzeichen einer Freitreppe sind ihre Lage außerhalb eines Gebäudes, ihre Dachlosigkeit und der Umstand, dass sie – im Unterschied zur Außentreppe – senkrecht auf ein zu erschließendes Objekt zuführt. Letzteres bedeutet, dass nicht zwangsweise die Treppenläufe senkrecht zum Objekt liegen, sondern dass die Symmetrieachse der Treppenanlage senkrecht auf eine Gebäudefassade führt. Freitreppen führen in der Regel zu einem Haupteingang im höher gelegenen Hochparterre oder im ersten Obergeschoss. Ihre repräsentative Funktion führt dazu, dass sie große, weit ausladende und oft mehrläufige Treppenanlagen sein können. Weil sie axial auf das Gebäude zulaufen, ist es üblich, dass sie mittig vor der Fassade liegen und so die Symmetrie eines Gebäudes zusätzlich betonen.

## Geschichte
Freitreppen waren schon seit dem Altertum gebräuchlich. Man findet sie noch heute an griechischen und römischen Tempeln, aber auch an religiösen Bauten in Indien und China. Ebenso findet man Freitreppen an Bauten und Tempelpyramiden präkolumbischer Völker Mesoamerikas wie den Olmeken, Zapoteken und Maya. Seit dem Mittelalter waren sie in Europa bevorzugt als Kirchen- und Rathaustreppen in Gebrauch. Während der Renaissance und des Frühbarocks kam der Freitreppe die Aufgabe eines Empfangsraums zu, bei Rathäusern war ihr oberster Absatz zusätzlich ein Platz für Zeremonien. Im Barock waren doppelläufige und geschwungene Treppen beliebt. Bei Schlössern waren die außen liegenden Freitreppen noch bis in das 18. Jahrhundert der Hauptzugang zur Beletage. Eine besondere städtebauliche Aufwertung erhielten sie zur Zeit des Klassizismus und des Historismus.

Beispiele von Freitreppen vor Gebäuden
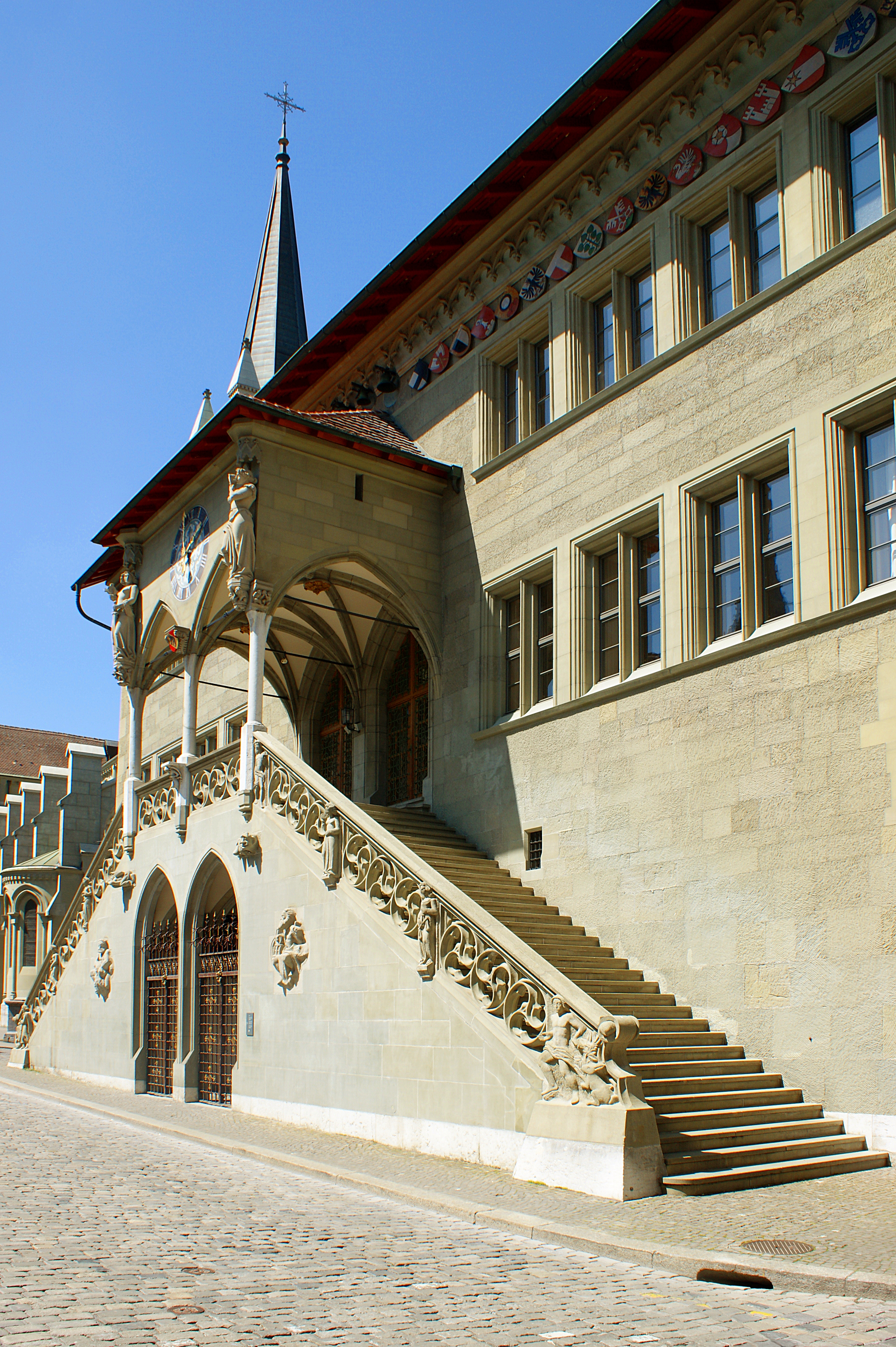
Freitreppe vor dem Rathaus Bern
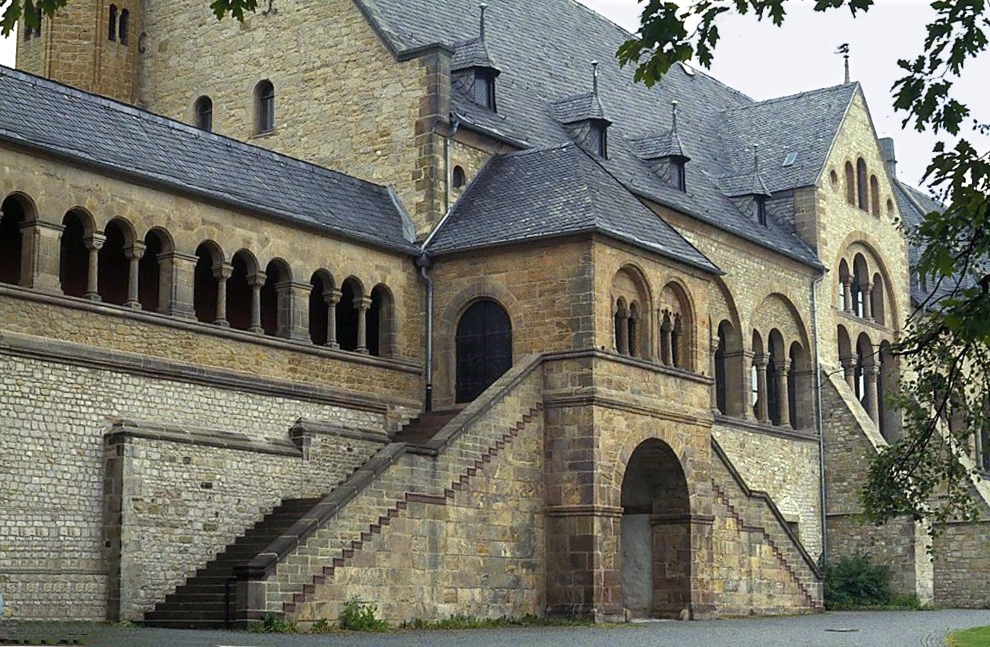
Freitreppe vor der Kaiserpfalz Goslar
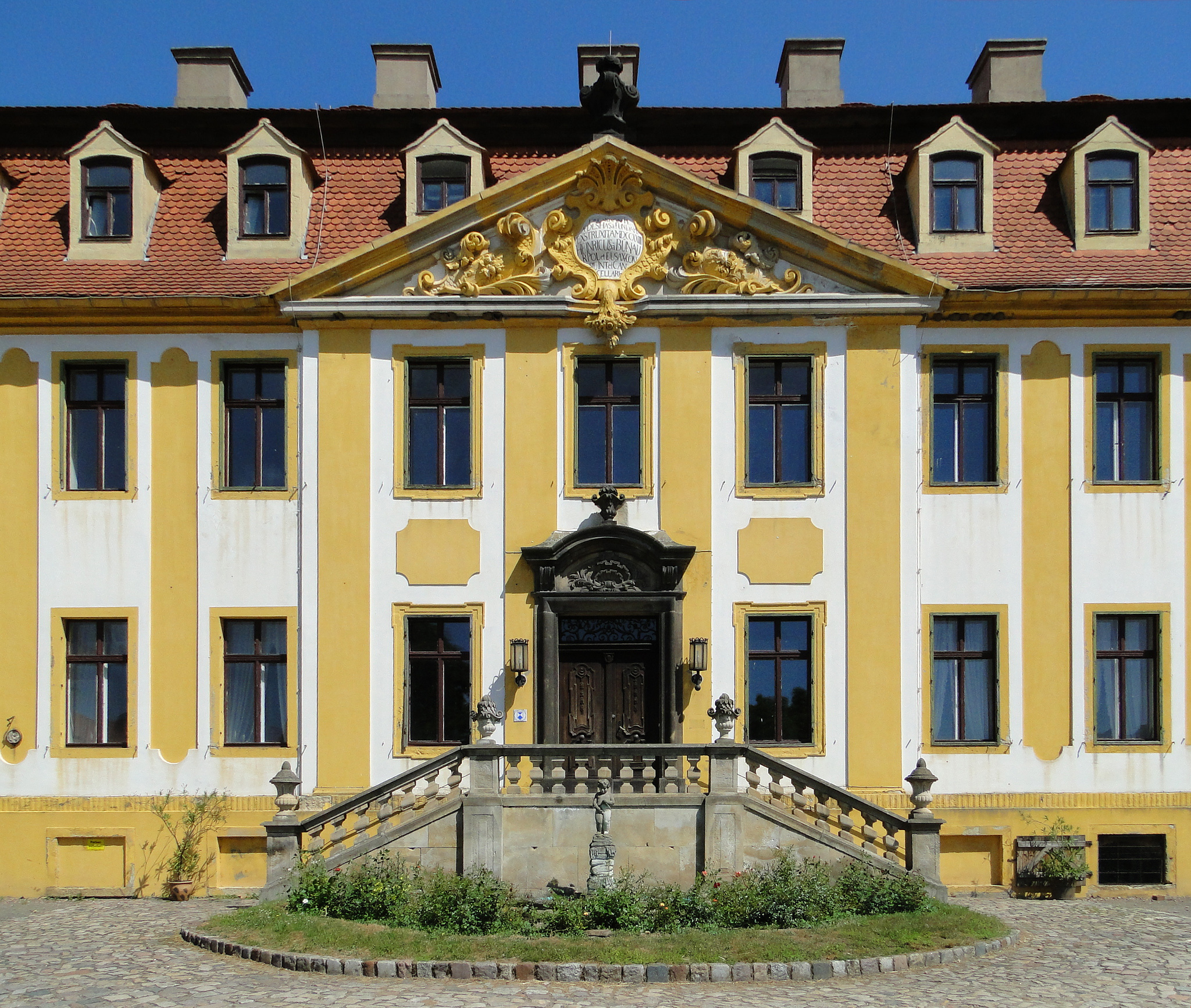
Freitreppe des Schlosses Seußlitz
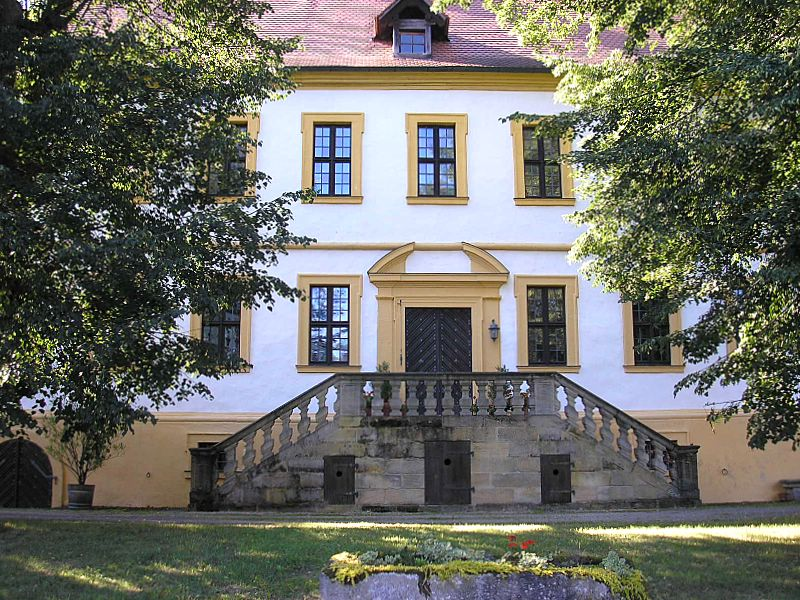
Freitreppe vor Schloss Weißenbrunn
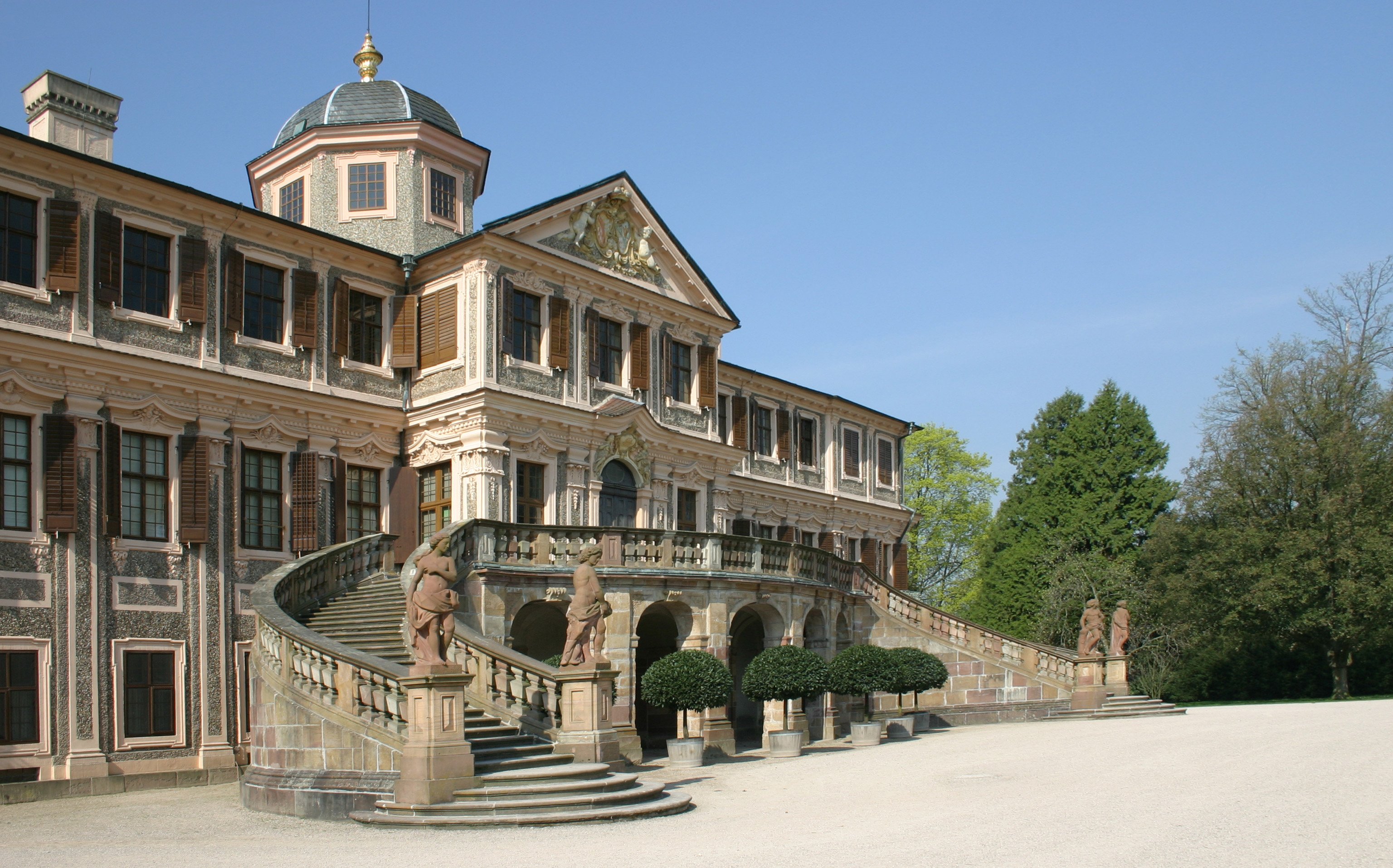
Freitreppe vor Schloss Favorite, bei Rastatt
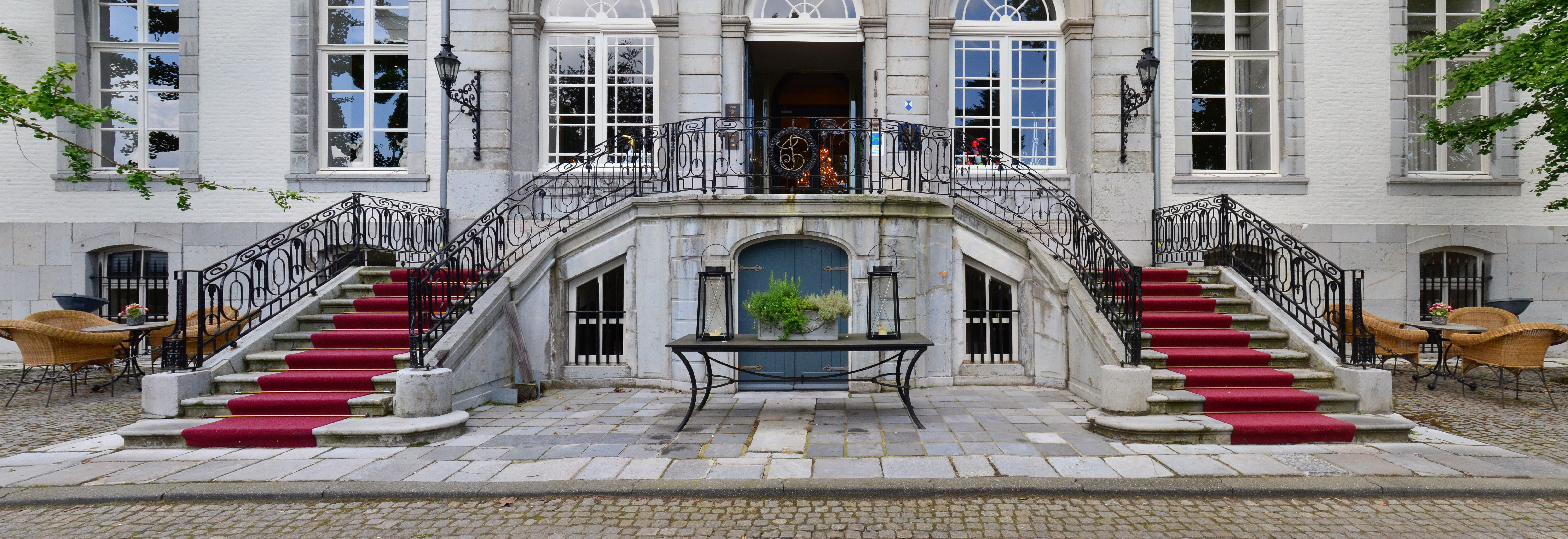
Freitreppe vor Schloss Bloemdal
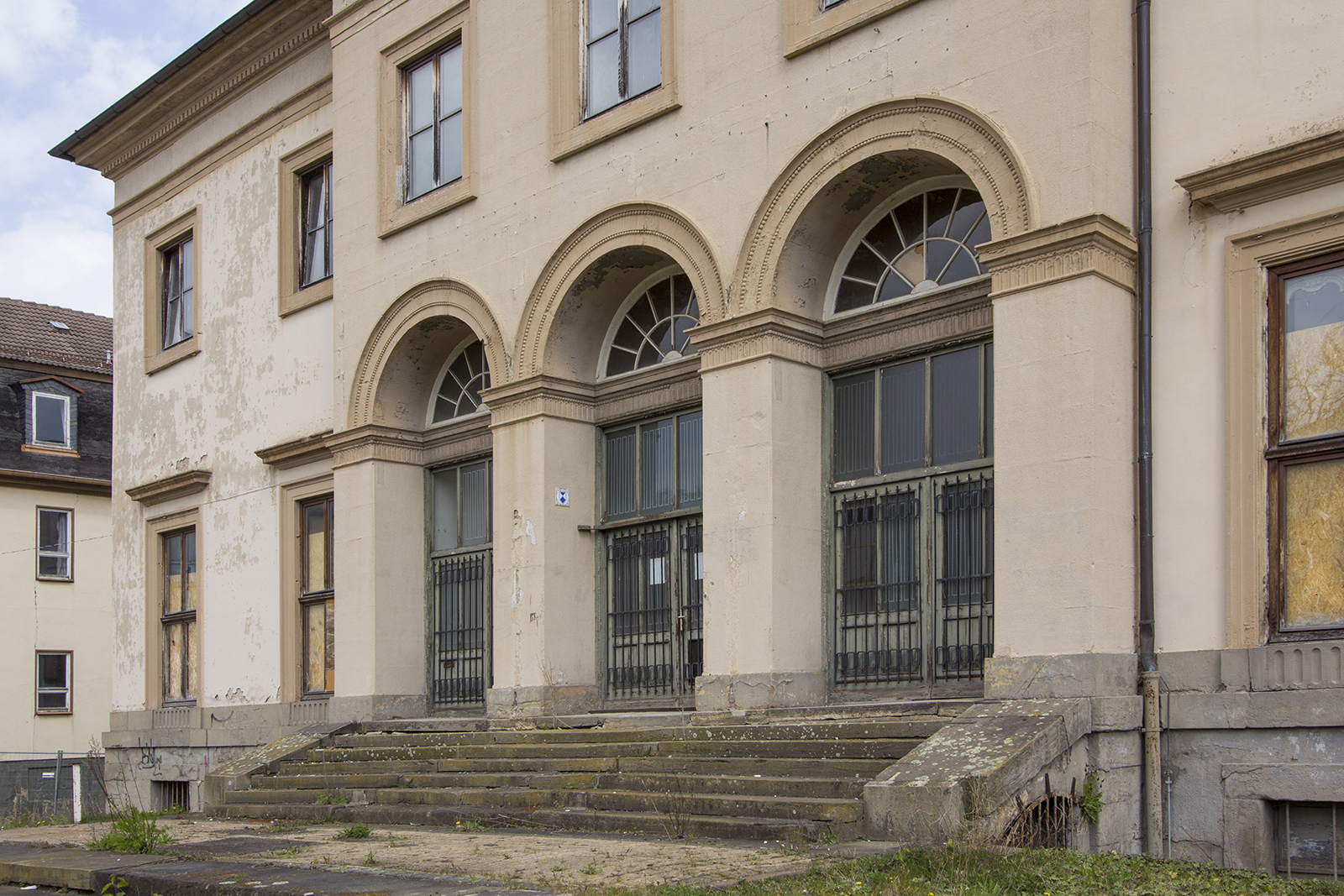
Freitreppe vor dem Prinzenpalais in Gotha
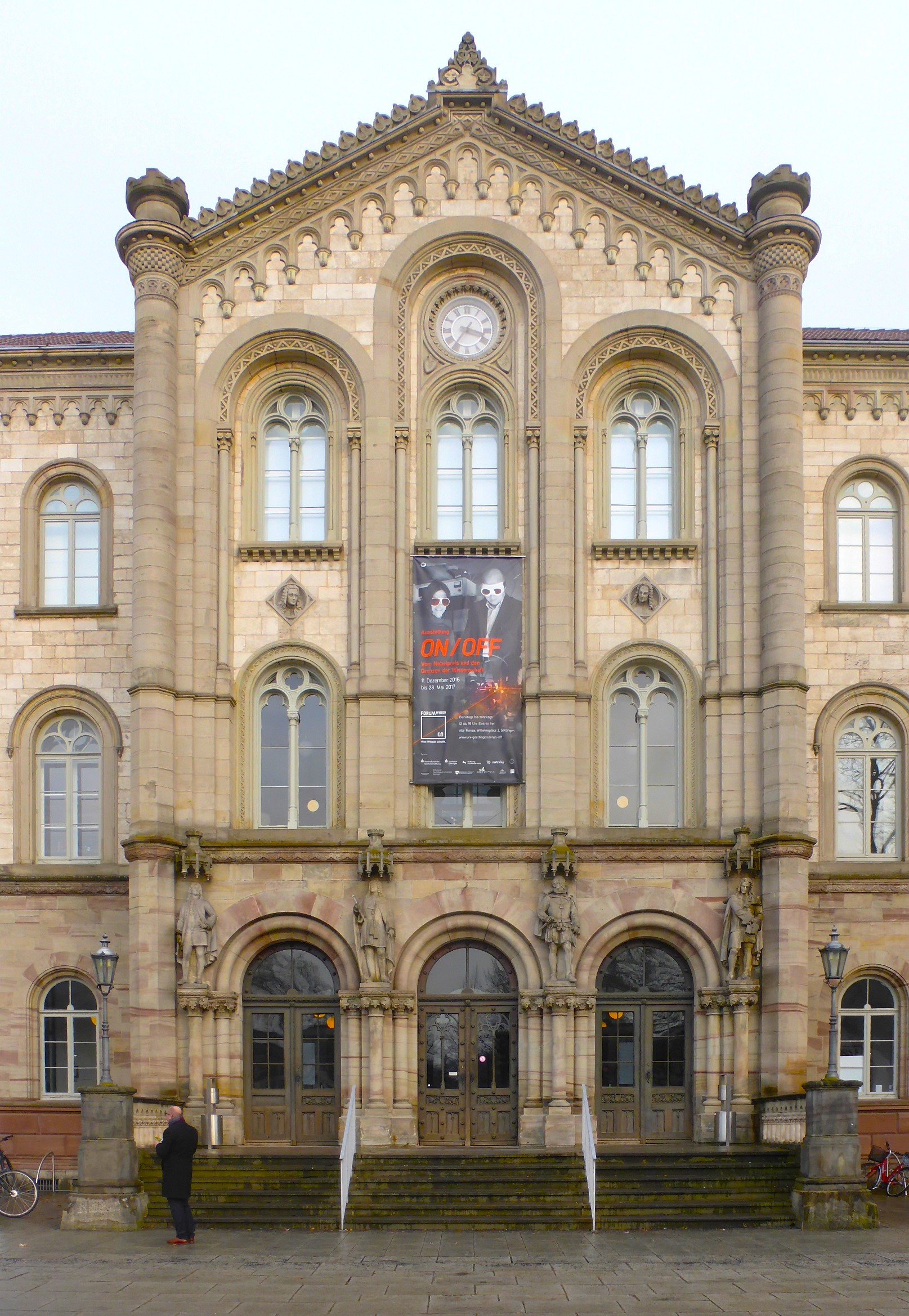
Freitreppe vor dem Auditorium, Göttingen

## Freitreppen im städtebaulichen Sinne
Im städtebauliche Sinne ist eine der größten Barock-Freitreppen die Spanische Treppe in Rom, die von der Piazza di Spagna zur Kirche Santissima Trinità dei Monti führt. Ebenfalls sehr bekannt ist die barocke Treppe vor der Kathedrale von Girona. Sie besteht aus 90 Treppenstufen, die von zwei Absätzen unterbrochen werden. Die von 1837 bis 1841 erbaute Potemkinsche Treppe in Odessa wurde von Anfang an als repräsentativer Hauptzugang zur Stadt konzipiert. Bei den Freilichtspielen in Schwäbisch Hall ist die stadtbildprägende Freitreppe vor der Stadtkirche St. Michael Hauptspielort von Theateraufführungen und dient als Freilichtbühne. Insbesondere als Namensgeberin eines Romans von Heimito von Doderer wurde die Strudlhofstiege, eine Jugendstil-Freitreppe in Wien, bekannt.

Beispiele
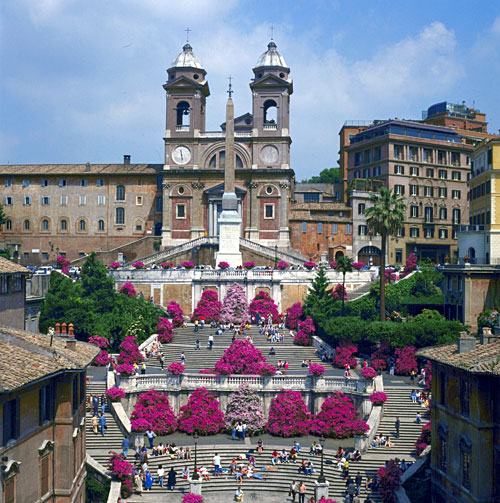
Die Spanische Treppe in Rom
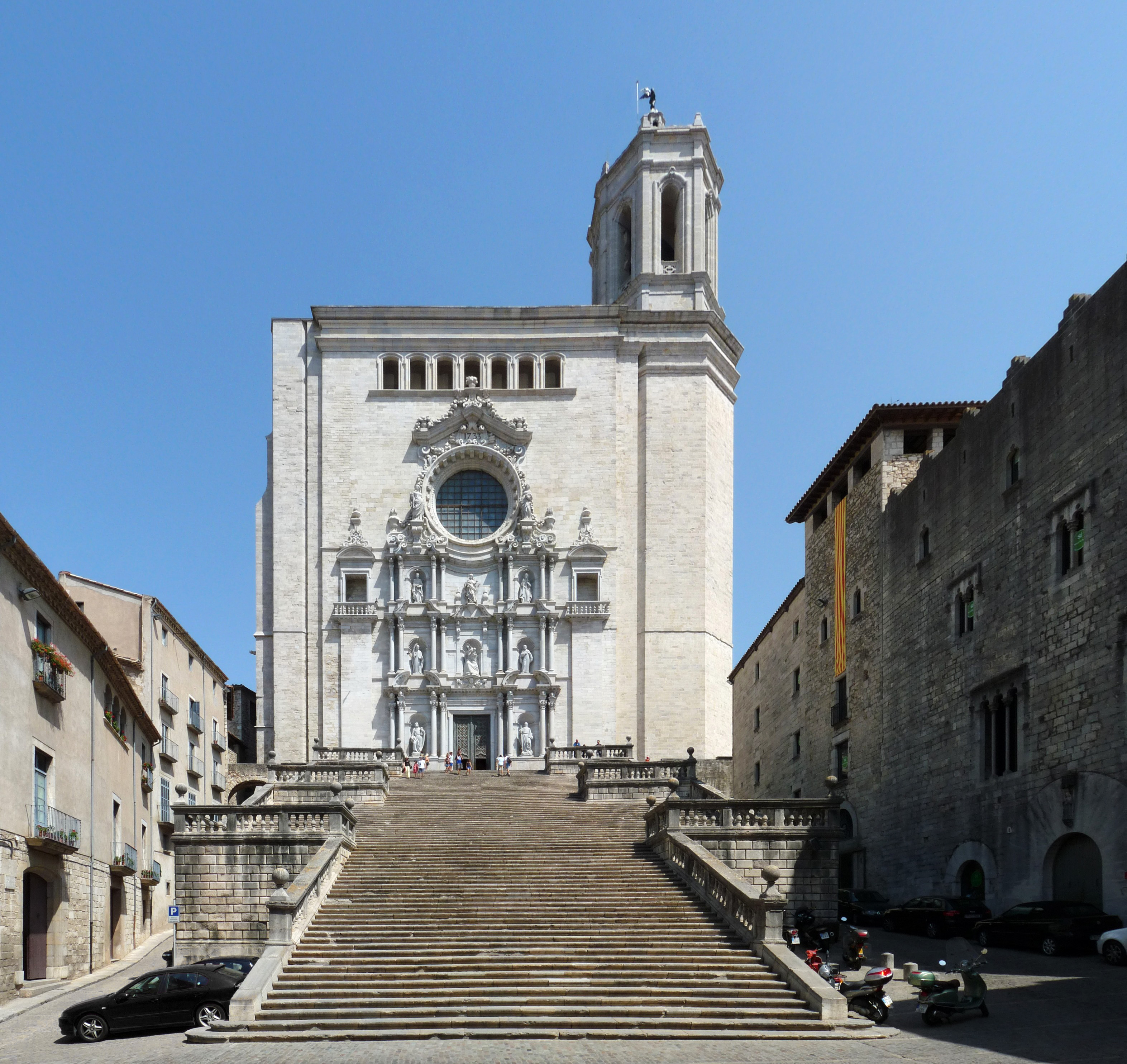
Freitreppe vor der Kathedrale von Girona
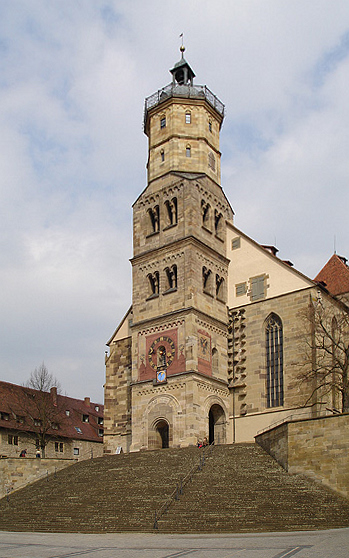
Kirche St. Michael mit Freitreppe
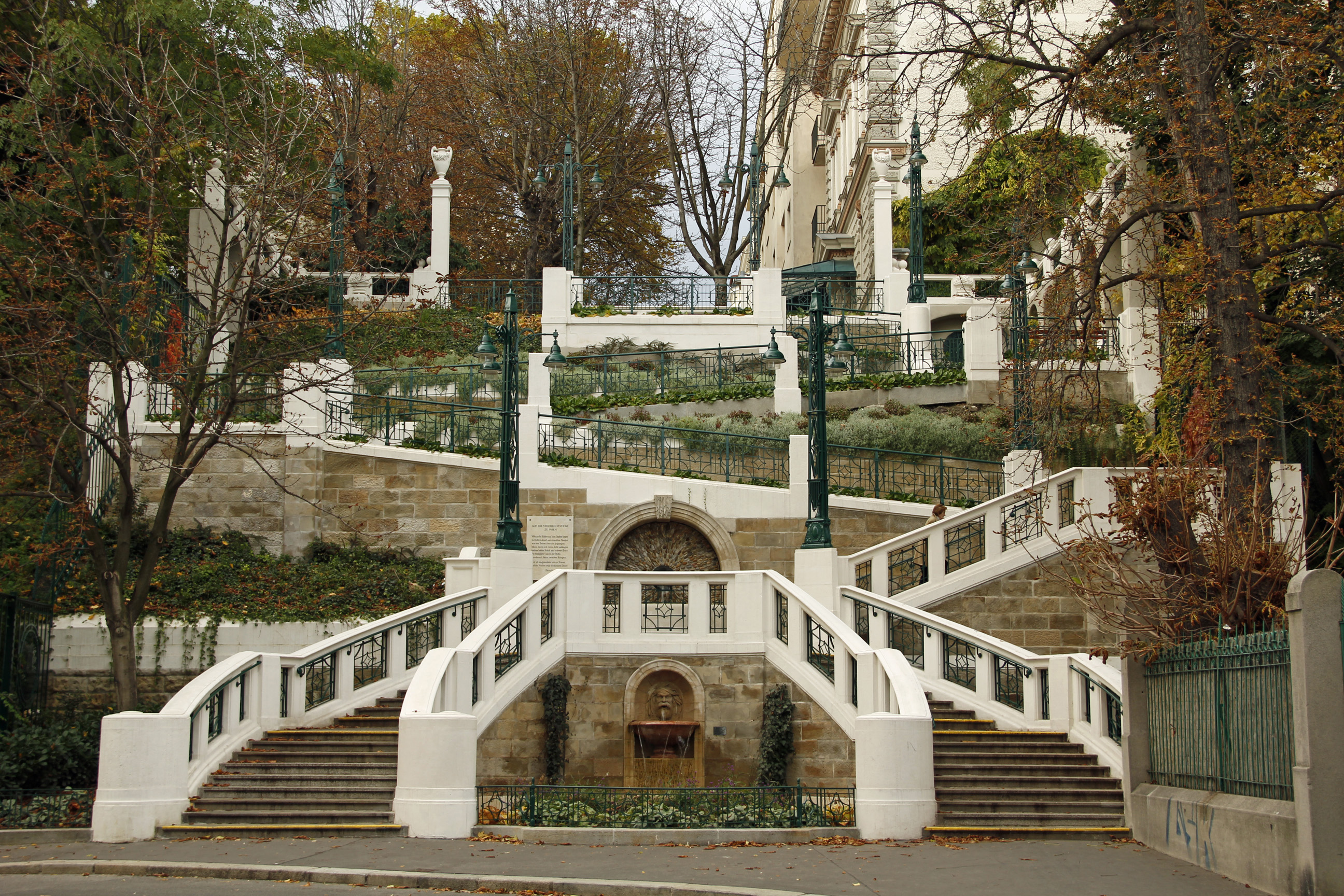
Strudlhofstiege in Wien
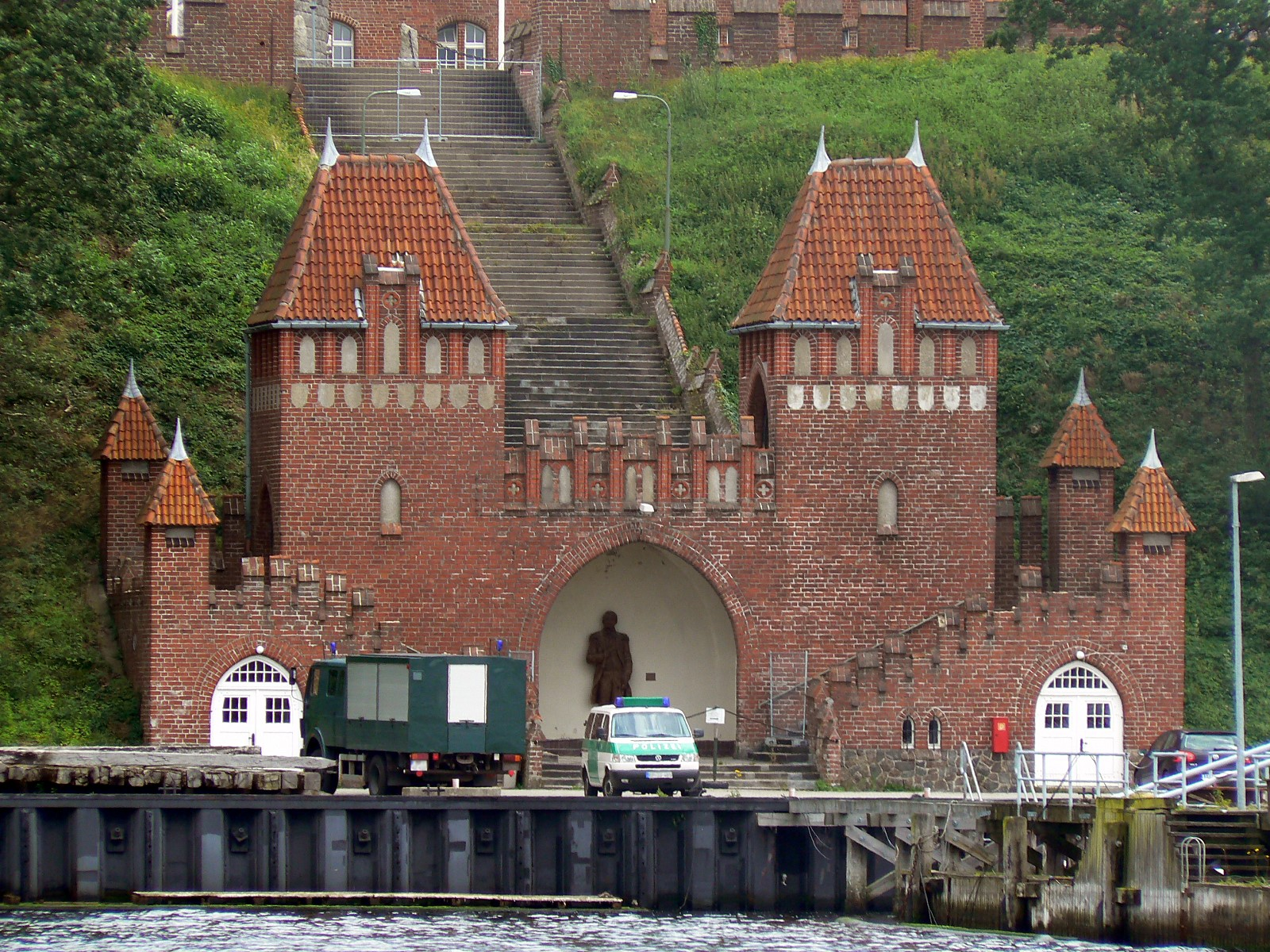
Die Bootstreppe in Mürwik führt vom Bootshafen der Marineschule hinauf zum Roten Schloss.
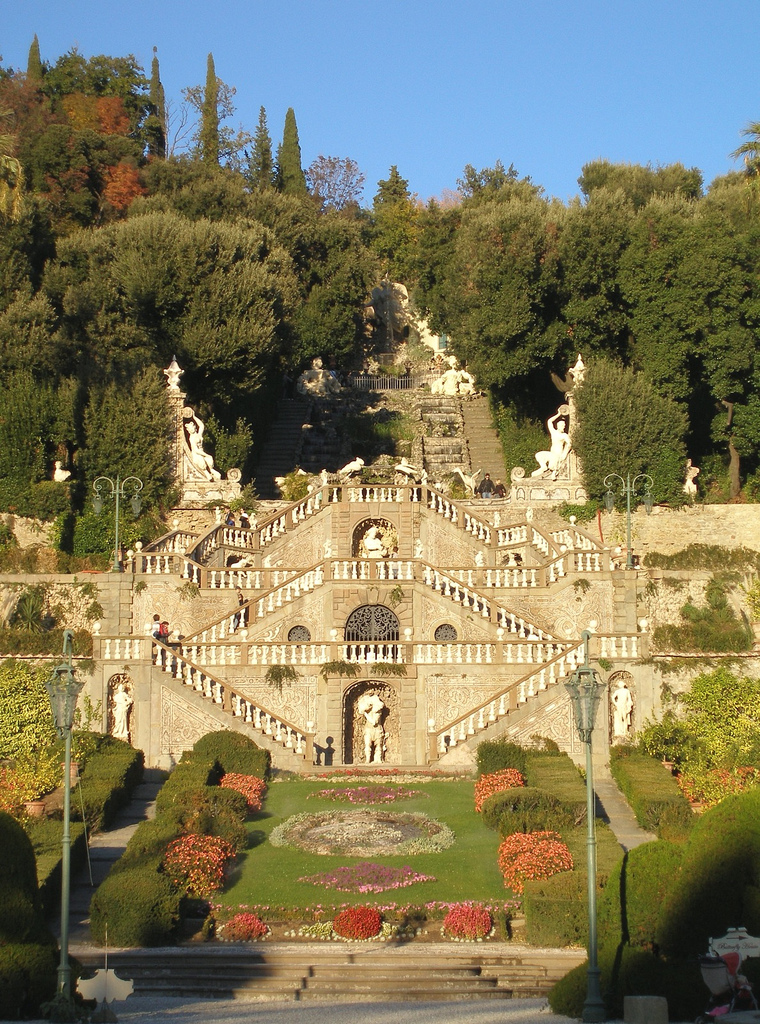
Freitreppe im Garten der Villa Garzoni

## Material
Freitreppen sind aufgrund ihrer Außenlage aus wetterbeständigem Material, meist Stein. Die Auswahl ist abhängig vom Standort, den vorhandenen Mitteln und den Anforderungen. Repräsentative oder frostfeste Treppen werden bevorzugt in geeignetem Naturstein, Klinker oder heute Betonsteinen ausgeführt. In Gartenanlagen werden auch Rundsteine, Ziegel oder Holz verwendet (zu den verschiedenen Materialien siehe Pflaster).